# 余兴庄乡
余兴庄乡是中国陕西省榆林市榆阳区下辖的一个乡。2011年余兴庄乡撤销，与一同撤销的古塔乡合并设立古塔镇。

## 行政区划
余兴庄乡下辖以下行政区：
余兴庄村、马家峁村、马响水村、黄峁沟村、宋家沟村、张家畔村、闫家沟村、赵家峁村、崔家河村、王岗畔村、陈家沟村、双伏则村、酸刺墕村、常家墕村、闫庄沟村、铁沟坬村、曹家坬村、马家沟村、石庄村、王渠村、朱家峁村、王前畔村、洪水沟村、木瓜峁村